# Жилино (посёлок, Московская область)
Жилино — посёлок в Московской области России. Входит в городской округ Солнечногорск, относится к территориальному управлению Андреевка в рамках администрации городского округа. Население — 109 чел. (2010).

## География
Расположен на северо-западе Московской области, в южной части городского округа Солнечногорск, на Пятницком шоссе Р111, примерно в 24 км к югу от центра города Солнечногорска, на берегу реки Горетовки. Связан прямым автобусным сообщением с городами Зеленоградом, Истрой и Солнечногорском (маршруты №№ 319, 357 и 497).
Также на территории деревни располагается остановочный пункт Жилино Большого кольца Московской железной дороги. Ближайшие населённые пункты — деревни Голубое, Горетовка и Общественник.

## История
Жилина, Марьино, деревня 2-го стана, Синицкаго, Александра Семенов., Шт. Капит., крестьян 70 душ м. п., 65 ж., 20 дворов, 42 версты от стол., 34 от уездн. гор., на тракте из Клина в Москву на Пятницкое село.
— Нистрем К., Указатель селений и жителей уездов Московской губернии, 1852
В «Списке населённых мест» 1862 года — владельческая деревня 2-го стана Звенигородского уезда Московской губернии по правую сторону тракта из города Воскресенска до Крюковской станции, в 35 верстах от уездного города и 14 верстах от становой квартиры, при пруде, с 19 дворами и 168 жителями (85 мужчин, 83 женщины).
По данным на 1899 год — деревня Еремеевской волости Звенигородского уезда с 94 душами населения.
В 1913 году — 34 двора и церковно-приходская школа.
По материалам Всесоюзной переписи населения 1926 года — центр Жилинского сельсовета Ульяновской волости Московского уезда на Пятницком шоссе и 5,5 км от станции Крюково Октябрьской железной дороги, проживало 417 жителей (178 мужчин, 239 женщин), насчитывалось 97 хозяйств, среди которых 52 крестьянских, имелась школа.
С 1994 до 2005 года деревня входила в Андреевский сельский округ Солнечногорского района.
С 2005 до 2019 года Жилино включалось в городское поселение Андреевка Солнечногорского муниципального района Московской области, с 2019 года стало относиться к территориальному управлению Андреевка в рамках администрации городского округа Солнечногорск.
В Солнечногорском районе было три деревни с названием Жилино, эта и ещё одна входили в состав городского поселения Андреевка, третья — в сельское поселение Лунёвское. После преобразования муниципального района в городской округ и ликвидации сельских поселений постановлением губернатора Подмосковья 1 ноября 2019 года тип деревни был изменён на посёлок.

## Население
| 1852 | 1859 | 1890 | 1899 | 1926 | 1932 |
| ---- | ---- | ---- | ---- | ---- | ---- |
| 135  | ↗168 | ↘126 | ↘94  | ↗417 | ↘271 |
| 1994 | 1998 | 2002 | 2010 |      |      |
| ↘116 | ↗120 | ↘103 | ↗109 |      |      |